# Gesamtkonzept Elbe
Das Gesamtkonzept Elbe (GKE) ist das strategische Konzept für die Entwicklung der deutschen Binnenelbe von der deutsch-tschechischen Grenze bis zum Wehr in Geesthacht und ihrer Auen. Am 17. Januar 2017 wurde es von den beiden zuständigen Bundesministerien Bundesministerium für Verkehr und digitale Infrastruktur (BMVI) sowie Bundesministerium für Umwelt, Naturschutz, Bau und Reaktorsicherheit (BMUB) und neun der im Einzugsgebiet der Elbe gelegenen Bundesländern mit dem Ziel verabschiedet, die wasserwirtschaftlichen Anforderungen, den Schutz des wertvollen Naturraums von Fluss und Auen sowie die umweltverträgliche verkehrliche Nutzung aufeinander abzustimmen und so eine positive Entwicklungsperspektive für den Zustand der Elbe zu geben. Im Juni 2017 verabschiedet der Bundestag eine Entschließung zum GKE, mit der die Bundesregierung aufgefordert wird, für das Gesamtkonzept Elbe zur Entwicklung der deutschen Binnenelbe zeitnah und im Rahmen der zur Verfügung stehenden Haushaltsmittel Maßnahmen zu erarbeiten und diese umzusetzen.

## Inhalt
Das „Gesamtkonzept Elbe“ ist ein strategisches Konzept des Bundes und der Länder für die Entwicklung der deutschen Binnenelbe und ihrer Auen, das unter anderem Maßnahmen zur
- Bekämpfung der Erosion,
- Verbesserung des Hochwasserschutzes,
- Reduzierung belastender Stoffeinträge,
- Erhaltung und Wiederherstellung von Habitaten und Lebensraumtypen in Gewässer, Ufer und Auen sowie
- Gewährung der verkehrlichen Nutzung

zum Inhalt hat.

## Weiterführende Informationen
Umfassend dargestellt wird das Gesamtkonzept Elbe in der Broschüre, die das Bundesministerium für Verkehr und digitale Infrastruktur (BMVI) und das Bundesministerium für Umwelt, Naturschutz, Bau und Reaktorsicherheit (BMUB) im Jahr 2017 herausgegeben haben.